# Варшава-Гоцлавек
Варшава-Гоцлавек (пол. Warszawa Gocławek) — остановочный пункт железной дороги в Варшаве (расположен в районе Вавер), в Мазовецком воеводстве Польши. Имеет 2 платформы и 4 пути.
Остановочный пункт на железнодорожной линии Варшава-Восточная — Дорогуск, построен в 1957 году.